# Sophienquelle von Grünsberg
Koordinaten: 49° 22′ 5″ N, 11° 19′ 27″ O

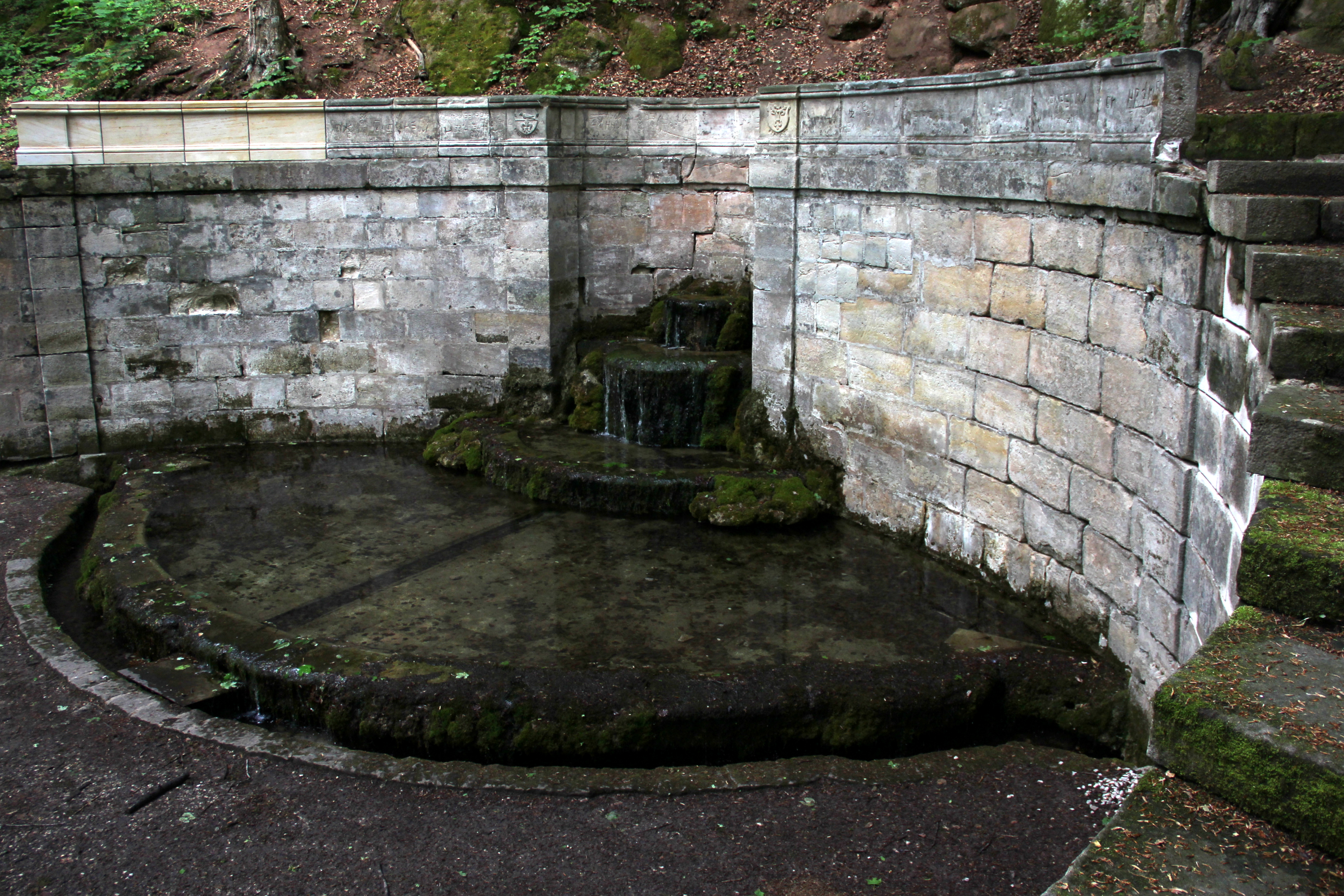
Sophienquelle im Mai 2012

Die Sophienquelle ist eine barocke Quellfassung nahe Grünsberg, einem Gemeindeteil der mittelfränkischen Stadt Altdorf in Bayern.

## Lage
Die Quelle befindet sich an einem Hang etwa 500 Meter südlich von Grünsberg und ist offiziell vom Bayerischen Landesamt für Umwelt als Geotop ausgewiesen (Geotop Nummer: 574Q001). Siehe hierzu auch die Liste der Geotope im Landkreis Nürnberger Land.

## Geschichte
Der Ort wurde vor Errichtung der Quellfassung als Ausflugsziel der nahegelegenen 1623 gegründeten Universität Altdorf genutzt.
Die Sophienquelle ist eine der größten barocken Quellfassungen nördlich der Alpen und wurde nach italienischem Vorbild zwischen den Jahren 1724 und 1726 erbaut. Der Nürnberger Patrizier Johann Paul III. Paumgartner beauftragte 1720  und erbaute sie als Teil eines „sentimentalen Landschaftsgartens zu Ehren seiner Gemahlin Sophia-Maria Nützel-Paumgartner-Haller von Sündersbühl“. Nach dem Tod ihres Gatten ließ Sophie als  Witwe und Erbin des ganzen Paumgartner-Vermögens 1726 den Bau der Quelle fertigstellen. In den Jahren 1860 und 1979 wurde die gesamte Anlage erneuert. Seit 1937 ist sie als Naturdenkmal ausgewiesen.
Die Quelle ist immer wieder Ziel von Vandalismus und Zerstörungen. Nach mehreren Beschädigungen in den 1980er und 1990er Jahren und 2006 wurde sie am 10. Februar 2011 abermals stark beschädigt. Durch den jetzigen Besitzer und mit Hilfe von Spenden konnte sie wieder restauriert werden.

## Beschreibung
Die Sophienquelle ist neben der Brunnenanlage von Rockenbrunn eines der interessantesten Baudenkmäler zur barocken Gartenkultur im Nürnberger Land. Sie  ähnelt im Aufbau einem Amphitheater. Das Halbrund der Brunnenwand besteht aus Sandsteinquadern (Rhätsandstein) und ist von geländerlosen Freitreppen auf beiden Seiten umgeben. Ursprünglich war über der Brunnenwand noch ein kunstvolles Baluster-Säulengeländer als Brüstung angebracht. Die Schüttung der Quelle beträgt etwa 4 Liter pro Sekunde. Das Wasser sprudelt aus der rotbraunen Sandsteinfelswand und über gemauerten Stein. Anschließend fällt es über mehrere Kaskadenbecken in den Hauptbrunnen. Ein Überlauf führt das Wasser zu einem kleinen Teich, bevor es unterirdisch in die Schwarzach abfließt.

Die Quelle ist vom Bayerischen  Landesamt für Denkmalpflege als Baudenkmal ausgewiesen. 

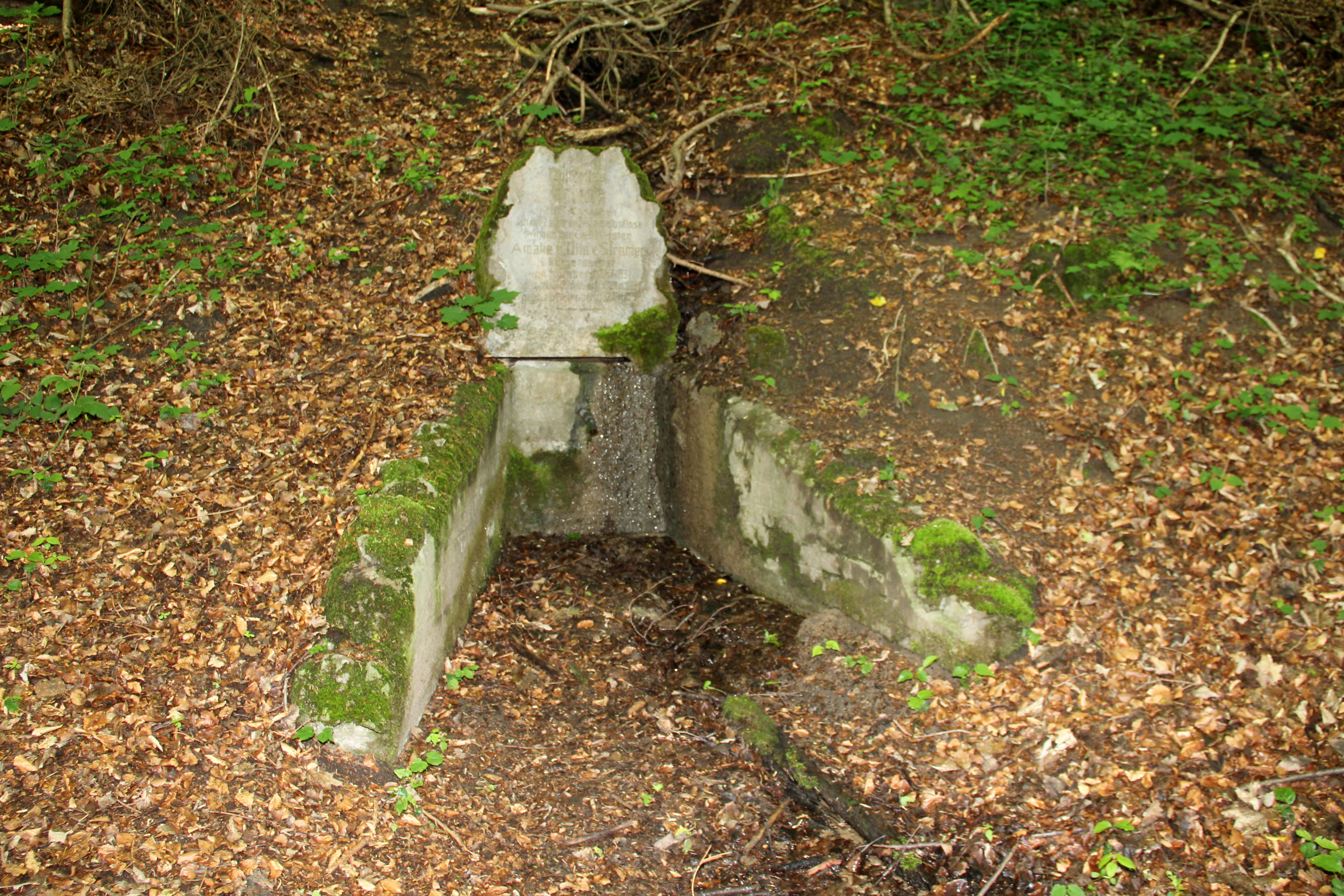
Dolderlesbrunnen im Mai 2012

In der Nähe befindet sich eine weitere, aber wesentlich kleinere gefasste Quelle, der Dolderlesbrunnen (mundartlich von Dolores). Die Inschrift erinnert an Otto Stromer, von 1867 bis 1891 Erster Bürgermeister der Stadt Nürnberg, und an seine Schwester Amalie.

## Zugang
Die Sophienquelle ist ganzjährig frei zugänglich und kann zu Fuß von Schloss Grünsberg über den Fränkischen Jakobsweg gut erreicht werden.

## Mediale Rezeption
Die Sophienquelle wurde Kulisse von Musikvideos des Mittelalter-Rock-Genres.